# 碰之道
《碰之道》是OLM製作的日本電視動畫，於2024年1月至3月在每日放送、TBS等頻道播出。
描寫以廣島、尾道市的雀莊為遊樂場所的女子高中生們，時而玩耍、做飯、喝茶和麻將的日常。
以《五等分的新娘》聞名的春場蔥負責角色原案。這是講談社首次參與製作的原創電視動畫。

## 登場人物
十返舎梨子（聲：前田佳織里）
廣島方言的女高中生，頭上有一根呆毛。因無法去參加想去的演唱會，只能在自己的房間裡，觀看網路上的演唱會影片並大聲喝彩。被母親（聲：本田貴子）嫌吵把她趕出家門，並警告“再吵鬧，就沒有零用錢了。”之後得知父親以前經營的雀莊變成空房後，允許她使用以前的雀莊作為聚會場所，但條件是必須收拾乾淨。與麻將精靈的相遇，讓梨子有了接觸麻將的機會，邀請好友派和泉一起到雀莊打麻將。完全是麻將初學者，但泉表示“至少要知道遊戲的規則”，從此踏入了麻將的世界。對食物的組合有著獨特的品味，例如吃咖哩時，搭配生魚片以及喝可樂。9月12日出生。玩莉榭推薦的線上麻將手機遊戲，直接使用本名“梨子（なしこ）”作為暱稱。
河東派（聲：佐伯伊織）
有著可愛的眼睛、性格和善的女高中生，也有喜愛戶外運動的一面。受梨子邀請開啟了在雀莊的日常生活。對於麻將規則有著自己的理解。手很靈巧，可以把做咖哩飯的紅蘿蔔切成兔子的形狀。8月1日出生（「派（牌）之日」，同時也是「麻將之日」）。玩莉榭推薦的線上麻將手機遊戲，使用的名稱是“超驚嚇蘋果派（超びっくりアップルパイ）”，原本打算用自己的名字「派」作為自己的網路麻將名，但已經被取走了。另取“蘋果派（アップルパイ）”和“驚嚇蘋果派（びっくりアップルパイ）”，由於這兩種暱稱都被使用，一直改才好不容易取好此暱稱。稱呼莉榭為“小莉（リーちゃん）”、跳為“跳跳仔（はねっち）”。
德富泉（聲：若山詩音）
受梨子邀請經常做客雀莊。性格穩重爽快的女高中生。在親戚聚會上學會打麻將的經驗者，常常教梨子麻將。有著獨特的命名方式，將電動麻將桌命名為“將太（ジャンタ君）”，無名的麻將精靈命名為“ 將碰／雀寶 ”。家裡是賣魚的，父母（母親，聲：小林優子）則是鮮魚鋪的商人。2月12日出生。玩莉榭推薦的線上麻將手機遊戲，使用的名稱是“2之2的小泉（2の2のいずみち）”，因為和泉相近的名字全被取走了，一直改才好不容易取好此暱稱。某天尾道市即將舉辦鬼神祭，但泉向她們坦言，從小時候被氏子（ベタ、，聲：鯨、稻田徹、立木文彦）追過後，她就對鬼產生了心理陰影。梨子等人為了幫泉克服對鬼的恐懼，並幫她進行特訓。於是大家當天一起去逛祭典。
林莉榭（聲：近藤唯）
小時候和父母曾訪問過梨子父親經營的雀莊，並希望此遊樂場所，作為自己留戀的地方復活的女高中生。僱傭女僕局田菜菜子、田中奈花（聲：孫悦、中田花奈）的大小姐，在得知女生們把雀莊作為聚集的地方後前來拜訪。她拜託梨子讓自己和大家一起打麻將。然而比起打麻將，梨子更想把雀莊當成和朋友們自由玩耍的秘密基地，因此她原本打算找個理由拒絕莉榭的請求，後來派和泉兩人贊同讓莉榭一起來雀莊打麻將，並順利成為朋友。莉榭第一次接觸麻將，是在父母帶她去梨子父親開辦的麻將教室時。在學習的過程中，實力逐漸增強。11月11日出生。玩線上麻將手機遊戲，使用的名稱是“莉榭一發（リーチェいっぱつ）”（結合立直一发所想出來的），在網路上都使用這個名稱，並且莉榭還會拍攝周圍的風景並上傳到SNS上，這就是跳查明她的行踪，並與她見面的原因。在派的慶生派對上，準備了用黃金打造的麻將牌（附有證明書）當作禮物，因為對普通的女高中生過於昂貴，所以眾人決定用比賽的方式，作為得勝的獎品，自己擔任裁判，女僕局田菜菜子和田中奈花協同莉榭出題目。
江見跳（聲：山村響）
認真致力於麻將的女高中生、打麻將的技術相當高超。通過網絡麻將知道眾人的存在，因為輸了莉榭以後感到不甘心來到了雀莊，要求莉榭和她自己重新來一場比試，讓梨子不禁被她的氣勢嚇到發抖，後來聽了莉榭等人的話後，梨子決定讓跳成為她們的一員。四人為了和她變得更親近，展開戶外活動（如烤肉、溫泉、海水浴場）。17歲，比梨子等人大一歲，身材苗條，但體力比雀莊的其他成員差，也更容易疲勞，運動能力也不太好，打沙灘排球時連將球打回去都做不好，唯獨打麻將能夠打到通宵。性格很酷，喜歡朋克系時尚。4月26日出生。玩線上麻將手機遊戲，使用的名稱是“FOOL'S MATE”。當梨子介紹麻將精靈給她認識，覺得「將碰／雀寶」是一個不吉利的名字。
將碰（聲：大塚明夫）
麻將精靈。自梨子父親經營雀莊以前就一直居住在這裡，因為只有梨子才能聽到它的聲音，所以被派、泉、莉榭和跳認為是普通的麻雀。本來沒有名字，但泉單方面給他取名為「將碰／雀寶」（在日本麻將有錯胡的意思，因為被亂取名字而怒火沖天）。常把梨子的頭作為自己的家。
謎之少女（聲：上田麗奈）
突然出現在雀莊的身份不明的少女。
古田、土屋（聲：關幸司、金子誠）
維修電動麻將桌“將太”的兩名人員。

## 製作人員
- 原作：IIS-P
- 導演、劇本：南川達馬
- 角色原案：春場蔥
- 人物設定：大田謙治
- 色彩設計：角野江美
- 美術監督：Scott MacDonald
- 撮影監督：天田雅
- 編集：木村祥明
- 音響監督：高橋剛
- 音響制作：ビットグルーヴプロモーション
- 音樂：高橋祐子、曾木琢磨、hisakuni、大橋莉子、江口寬至、
- 音樂制作：SUPA LOVE
- 製作協力：雀魂麻將、大洋技研株式会社
- 動畫製作：OLM

## 主題曲
片頭曲
主唱：中田花奈 feat. 碰之道全明星，作詞：池窪浩一，作曲、編曲：飛內將大
第12話用作片尾曲
片尾曲「Good Luck Waker」
主唱：halca，作詞：宮嶋淳子，作曲、編曲：川崎智哉
第12話未使用

## 各話列表
| 話數   | 標題                  | 分鏡       | 演出                | 作畫監督 | 總作畫監督                               | ED card          | 首播日期      |
| ------ | --------------------- | ---------- | ------------------- | --- | ---------------------------------------- | ---------------- | ------------- |
| 東1局  | 只好打麻將的梨子 （） | 南川達馬   | 高橋優              | 大田謙治 吉田滿智子                                                                                                  | 大田謙治                                 | 片山政幸         | 2024年 1月6日 |
| 東2局  | 湊齊四人了 （）       | 清水聰     | 高橋知也            | 加藤壯 杉山直輝 | 大田謙治                                 | 福本伸行         | 1月13日       |
| 東3局  | 一起吃飯吧 （）       | 後信治     | 深澤幸司            | 三好智志 | 永野佑貴                                 | 松本光司         | 1月20日       |
| 東4局  | 流量不夠了！ （）     | 川石哲也   | 佐土原武之          | 饭饲一幸 川岛敏子 古池敏也 白石悟 高桥纪子 吉田满智子 加藤壮 杉山直辉 保达惠美 三好智志 五十岚优花                   | 三岛千织                                 | Petos （ペトス） | 1月27日       |
| 東5局  | 那傢伙來了！ （）     | 山口健太郎 | 日下部優樹          | 桝井一平 清水惠三 杜林桂 HAN SEUNG HUI 三好智志 五十嵐優花                                                           | 大田謙治                                 | 卯花Tsukasa      | 2月3日        |
| 東6局  | 合宿！ （）           | 高橋優     | 高橋優              | 吉田滿智子 加藤壯 | 永野佑貴                                 | 遠藤準           | 2月10日       |
| 東7局  | 8月1日（派之日） （） | 川石哲也   | 白石道太            | 飯飼一幸 高橋紀子 白石悟 五十嵐俊介 兼子秀敬 川島明子 古池敏也 杉山直輝 三好智志 五十嵐優花 豐田茉莉 高橋優 保達惠美 | 大田謙治                                 | 小川亮           | 2月17日       |
| 東8局  | 來點燈吧 （）         | 後信治     | 伊藤史夫            | 杉山直輝 吉田滿智子 朴佳蓮 曹暻柱 俆允珠 崔秀鎮                                                                      | 三島千枝                                 | 櫻場小春         | 2月24日       |
| 東9局  | 一起扮鬼吧！ （）     | 山口健太郎 | 角原勇輝 熨斗谷充孝 | 桝井一平 野上慎也 那須野文 五十嵐優花 豐田茉莉 杉山直輝 保達惠美                                                     | 永野佑貴 加藤壯 桑原麻衣 佐藤陵 大橋俊明 | 渡邊潤           | 3月2日        |
| 東10局 | 一起度過聖誕節！ （） | 高橋知也   | 高橋知也            | 加藤壯 豐田茉莉 五十嵐優花                                                                                           | 大田謙治                                 | 系山冏           | 3月9日        |
| 東11局 | 新年快樂！ （）       | 清水聰     | 高橋優              | 朴佳蓮 曹暻柱 俆允珠 崔秀鎮                                                                                          | 三島千枝                                 | 鹿子             | 3月16日       |
| 東12局 | 麻將桌少女 （）       | 清水聰     | 南川達馬            | 吉田滿智子 三好智志 杉山直輝                                                                                         | 大田謙治 加藤壯                          | 春場蔥           | 3月23日       |

## 藍光
| 卷數 | 發行日期      | 收錄話數      | 規格編號  |
| ---- | ------------- | ------------- | --------- |
| 1    | 2024年4月24日 | 第1話－第6話  | DMPXA-363 |
| 2    | 2024年5月29日 | 第7話－第12話 | DMPXA-364 |

## 播映平台
| 播映地區                       | 播映平台                       | 播映日期              | 播映時間               | 備註              |
| ------------------------------ | ------------------------------ | --------------------- | ---------------------- | ----------------- |
| 台灣                           | 巴哈姆特動畫瘋                 | 2024年1月6日－3月23日 | 星期六 01:53（UTC+8）  |                   |
| 台灣                           | KKTV                           | 2024年1月6日－3月23日 | 星期六 01:53（UTC+8）  |                   |
| 台灣                           | LINE TV                        | 2024年1月6日－3月23日 | 星期六 01:53（UTC+8）  |                   |
| 台灣                           | LiTV 線上影視                  | 2024年1月6日－3月23日 | 星期六 01:53（UTC+8）  |                   |
| 台灣                           | Ofiii 歐飛                     | 2024年1月6日－3月23日 | 星期六 01:53（UTC+8）  |                   |
| 台灣                           | friDay影音                     | 2024年1月6日－3月23日 | 星期六 01:53（UTC+8）  |                   |
| 台灣                           | MyVideo                        | 2024年1月6日－3月23日 | 星期六 01:53（UTC+8）  |                   |
| 台灣                           | Hami Video                     | 2024年1月6日－3月23日 | 星期六 01:53（UTC+8）  |                   |
| 台灣                           | 中華電信MOD                    | 2024年1月6日－3月23日 | 星期六 01:53（UTC+8）  |                   |
| 愛奇藝國際版 服務地區          | 愛奇藝國際版 服務地區          | 2024年1月6日－3月23日 | 星期六 01:53（UTC+8）  | [ 註 1 ]          |
| 「It's Anime」Youtube 服務地區 | 「It's Anime」Youtube 服務地區 | 2024年1月13日－       | 星期六 02:53 （UTC+9） | [ 註 2 ] [ 註 3 ] |

## 腳註

### 來源
1. 1 2 3 4 5 6 7 8  . コミックナタリー (Natalie). 2023-05-23  [2024-01-02]. （原始内容存档于2023-05-30） （日语）.
2. 1 2 3  . コミックナタリー (Natalie). 2023-09-01  [2024-01-02]. （原始内容存档于2023-09-22） （日语）.
3. 1 2  . TVアニメ『ぽんのみち』公式サイト.   [2024-01-02]. （原始内容存档于2024-01-12） （日语）.
4. ↑  . コミックナタリー (Natalie). 2023-09-15  [2024-01-02]. （原始内容存档于2024-01-08） （日语）.
5. ↑  . コミックナタリー (Natalie). 2023-12-15  [2024-01-02]. （原始内容存档于2023-12-26） （日语）.

## 外部連結
- 電視動畫《碰之道》官方網站（日語）
- 碰之道Nakayoshi 官方網站（日語）
- 《碰之道》官方的X（前Twitter）
- YouTube上的《碰之道》原創電視動畫官方頻道